# 權音美
權音美（韓語：권음미），韓國電視劇編劇。

## 作品

### 電視劇
- 2008年：MBC《急診室的春天》
- 2011年：MBC《Royal Family》
- 2014年：tvN《岬童夷》
- 2016年：MBC《拖旅行箱的女人》
- 2023年：SBS《花書生熱愛史》

## 外部連結
- NAVER搜索